# Сеси
Сеси (фр. Cessy) насеље је и општина у источној Француској у региону Рона-Алпи, у департману Ен (Рона-Алпи) која припада префектури Же.
По подацима из 2011. године у општини је живело 4167 становника, а густина насељености је износила 636,18 становника/km². Општина се простире на површини од 6,39 km². Налази се на средњој надморској висини од 526 метара (максималној 583 m, а минималној 496 m).

## Демографија
| 2011. |
| ----- |
| 4.167 |

График промене броја становника у току последњих година